# 中套病毒科
中套病毒科（學名：Mesoniviridae）是網巢病毒目的一個科，為具包膜的正單鏈RNA病毒，病毒顆粒直徑為60－80奈米，基因組長約20,000nt，因基因組大小在網巢病毒中居中而得名，以蚊子為宿主。

## 發現歷史
中套病毒科第一個被發現的病毒為2011年發表的南定病毒（NDiV），採自越南南定省的蚊子；同年又有另一採自象牙海岸蚊子的病毒卡瓦利病毒（CAVV）發表，這兩株病毒後來被認為屬於同種（甲型中套病毒一型）。2013年採自越南得農省三帶喙庫蚊的得農病毒發表，為本科第三種病毒，同年還有4個採自象牙海岸蚊子的新種病毒發表；2014年又有4種採自澳洲、印尼與泰國等地蚊子的本科新種病毒發表。

## 分類

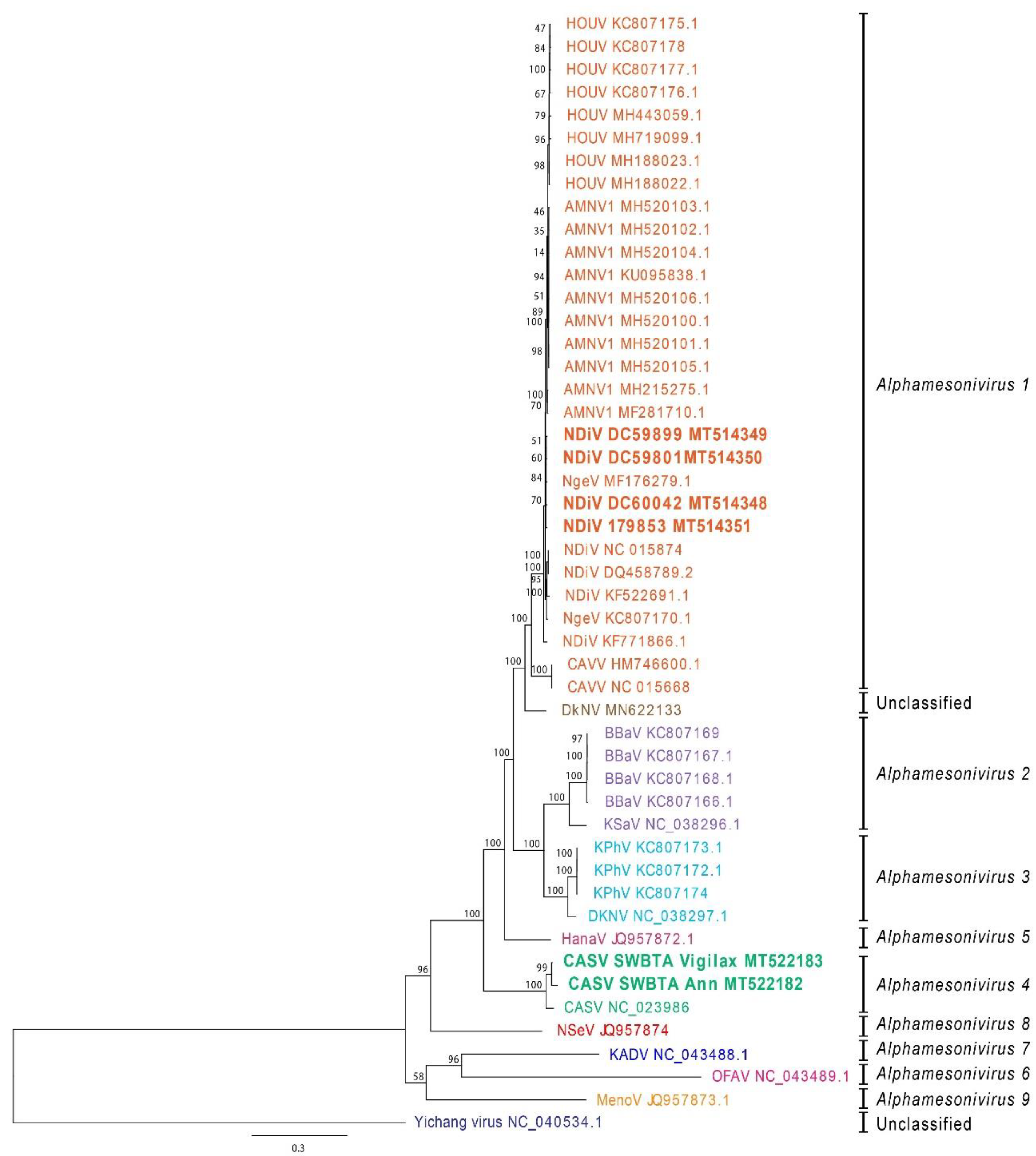
中套病毒科病毒的演化樹

根據國際病毒分類委員會（ICTV）分類，中套病毒科下僅有甲型中套病毒屬（Alphamesonivirus）一個屬，其下包含8個亞屬共10種病毒：
- 甲型中套病毒屬（Alphamesonivirus）
  - Casualivirus
    - 甲型中套病毒四型（Alphamesonivirus 4）

  - Enselivirus
    - 甲型中套病毒八型（Alphamesonivirus 8）

  - Hanalivirus
    - 甲型中套病毒五型（Alphamesonivirus 5）

  - Kadilivirus
    - 甲型中套病毒七型（Alphamesonivirus 7）

  - Karsalivirus
    - 甲型中套病毒二型（Alphamesonivirus 2）
    - 甲型中套病毒三型（Alphamesonivirus 3）

  - Menolivirus
    - 甲型中套病毒九型（Alphamesonivirus 9）

  - Namcalivirus
    - 甲型中套病毒一型（Alphamesonivirus 1），包括南定病毒、卡瓦利病毒等
    - 甲型中套病毒十型（Alphamesonivirus 10）

  - Ofalivirus
    - 甲型中套病毒六型（Alphamesonivirus 6）